# 明治貯蓄銀行
明治貯蓄銀行（めいじちょちくぎんこう）は、1896年（明治29年）5月1日、埼玉県南埼玉郡粕壁町（現在の埼玉県春日部市）に資本金3万円で設立した貯蓄銀行。1920年（大正9年）7月、埼玉県北足立郡浦和町（現在の埼玉県さいたま市）に本店を移し、武州貯蓄銀行と改称した。

## 沿革
明治貯蓄銀行は粕壁町にある粕壁銀行の傍系であって、役員が頭取・田村新蔵、取締役・練木市左衛門、清水藤左衛門、厚見弥兵衛であった。1897年（明治30年）1月に埼玉県南埼玉郡岩槻町（現在の埼玉県さいたま市）、同年12月には埼玉県北足立郡大宮町（現在の埼玉県さいたま市）にそれぞれ支店を開設した。しかし、1902年（明治35年）12月末の主要勘定を見ると資本金3万円、（うち払込15,000円）預金100,251円、貸付金40,340円、割引手形44,301円、繰越損失金1,387円を計上している。また当時の株主数は10名、役員および従業員12名、そのうち役員は4名であった。
1920年（大正9年）、親銀行（粕壁銀行）が武州銀行に合併し、明治貯蓄銀行も武州銀行傘下に入り、同年7月に武州貯蓄銀行に改称し、埼玉県北足立郡浦和町(埼玉県さいたま市浦和区）に移転し資本金を50万円に増資した。明治貯蓄銀行 - 武州貯蓄銀行は本店だけで支店を設置せず親銀行（粕壁銀行 - 武州銀行）全支店に貯蓄業務代理店を委託して経営していたがその経営地盤の優位性のため業況が上がった。
同行は1922年（大正11年）7月、熊谷貯蓄銀行と川越貯金銀行と合併し、資本金56万円になり、時代の趨勢に順応して戦時下の県民の貯蓄推進に多大な努力を積み重ねたが、1944年（昭和18年）12月埼玉銀行に合併となった。合併時の主要勘定は資本金56万円（うち払込207,500円）、積立金371,500円、預金3743万340円、貸付金326,859円、預け金1,035,754円、有価証券3644万2,620円、金銀有高36,793円であった。